# François Hollande
François Gérard Georges Nicolas Hollande (uitspraakⓘ; Rouen, 12 augustus 1954) is een Frans politicus. Hij was van 15 mei 2012 tot en met 14 mei 2017 president van Frankrijk.
Hollande is lid van de Parti socialiste (PS). Hij was van 1997 tot 2008 partijvoorzitter van de Parti Socialiste, tegelijkertijd tussen 2001 en 2008 burgemeester van Tulle en van 2008 tot 2012 voorzitter van de departementsraad voor Corrèze. Hij was bij de Franse presidentsverkiezingen van 2012 de kandidaat van zijn partij, versloeg zittend president Nicolas Sarkozy en werd daardoor de 24e president van Frankrijk.
Zijn vorige partner Ségolène Royal was de kandidaat van de PS voor de Franse presidentsverkiezingen van 2007.
Hollande werd in januari 2014 bij gelegenheid van een officieel bezoek aan Nederland als Ridder-Grootkruis in de Orde van de Nederlandse Leeuw opgenomen.
Op 7 juli 2024 werd hij herkozen als parlementslid voor Corrèze.

## Biografie
François Hollande groeide op in een dorpje onder de rook van de stad Rouen, maar verhuisde later met zijn ouders en familie naar Neuilly-sur-Seine, een voorstad van Parijs. 
Hollande is alumnus van de École des hautes études commerciales de Paris en de École nationale d'administration. Hij heeft rechten, economie en politicologie gestudeerd. Hij leefde jarenlang ongehuwd met Ségolène Royal samen, die ook actief is binnen de Franse socialistische partij. Ze kregen vier kinderen, die zijn familienaam dragen.
Hij stond jarenlang aan het hoofd van de Parti Socialiste, hij volgde Lionel Jospin in die functie op. Vanaf 2001 tot 2008 was hij burgemeester van Tulle in de Corrèze. In november 2005 werd door de partij besloten om hem naar voren te schuiven als kandidaat voor de presidentsverkiezing in 2007, maar gedurende de eerste helft van 2006 bleek dat zijn partner Ségolène Royal veel populairder was bij de kiezers. Zij werd dan ook gekozen als PS-kandidaat voor de presidentsverkiezingen van 2007. Ze behaalde weliswaar de tweede verkiezingsronde maar werd door Nicolas Sarkozy verslagen. Hollande maakte op 24 mei 2007 bekend op te stappen als hoofd van de Parti Socialiste. In de strijd om zijn opvolging steunde hij Martine Aubry en niet Ségolène Royal.
Midden jaren 2000 begon Hollande een relatie met de Franse journaliste Valérie Trierweiler. Deze relatie was echter geheim gebleven tijdens de gooi van Royal naar het presidentschap bij de presidentverkiezingen in 2007. Hollande en Royal gingen in 2007 uit elkaar. In oktober 2010 maakten Trierweiler en Hollande hun relatie bekend. Na zijn verkiezing tot president kreeg ze een semi-officieel statuut, met een kantoor op het Élysée en een staf van medewerkers, terwijl ze hem als 'première dame' vergezelde op officiële reizen in het buitenland. 
Het Franse blad Closer berichtte in januari 2014 dat Hollande een relatie zou hebben met de Franse actrice Julie Gayet. De relatie tussen Trierweiler en Hollande kwam hierdoor onder druk te staan en op 25 januari 2014 gingen ze uit elkaar.. Hollande trouwde met Gayet op 4 juni 2022 in Tulle, Corrèze.

### Presidentschap

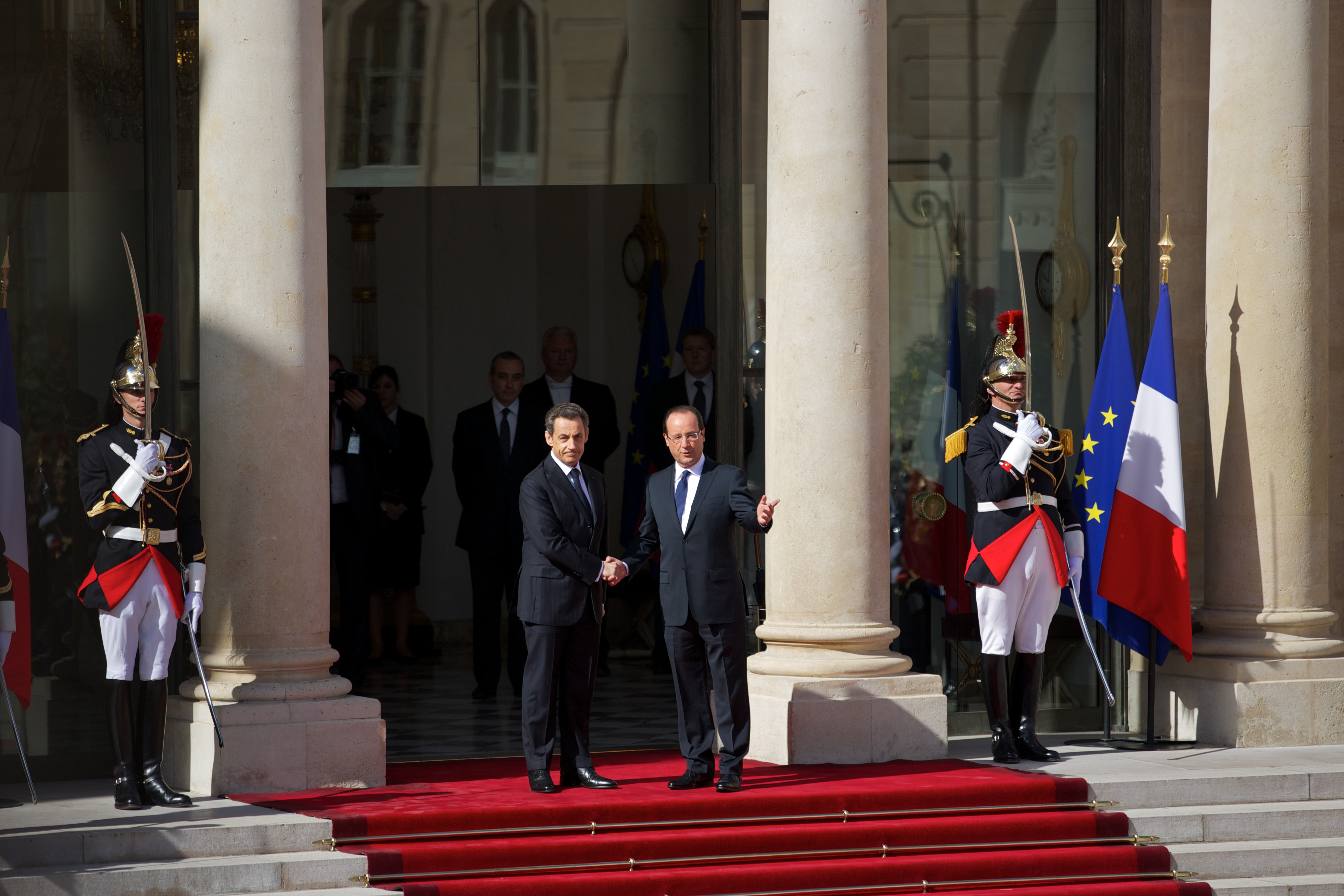
Sarkozy en Hollande schudden elkaar de hand, na de inauguratie van Hollande

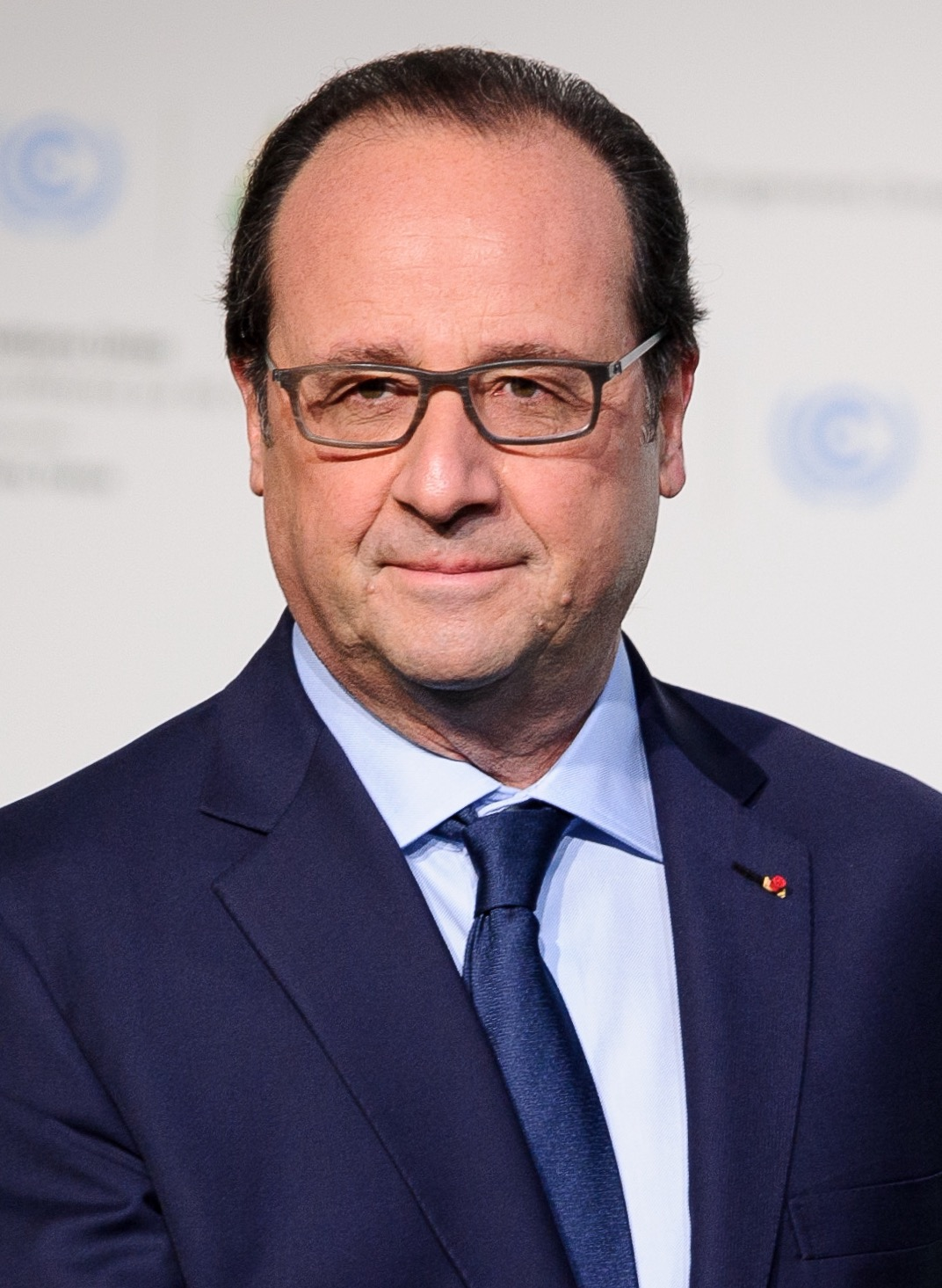
François Hollande in 2015

François Hollande stelde zich al aan het begin van 2011 kandidaat voor de Franse presidentsverkiezingen van 2012. In de voorspellingen leidde voor de Franse socialisten steeds Dominique Strauss-Kahn, die toen nog voorzitter van het IMF was. Toen deze op 31 mei 2011 in New York werd gearresteerd en zijn functie moest neerleggen, lag de strijd in het socialistische kamp weer open.
François Hollande versloeg op 16 oktober 2011 Martine Aubry in de tweede ronde voor de aanduiding van de socialistische presidentskandidaat van 2012 en werd daarmee de socialistische tegenstrever van Nicolas Sarkozy. Hij haalde tijdens de eerste ronde van de presidentsverkiezingen 10.273.480 stemmen, 28,63% van het totale aantal uitgebrachte stemmen, en won op 6 mei 2012 de tweede ronde met 51,62% van de stemmen.
Zijn inauguratie vond op 15 mei 2012 plaats, waarna hij het presidentschap en tevens de co-diarchie van Andorra op zich nam. De regering van Frankrijk telde drie premiers gedurende de ambtstermijn van Hollande: Jean-Marc Ayrault, Manuel Valls en Bernard Cazeneuve.
Het homohuwelijk werd op april 2013 onder Hollande in Frankrijk gelegaliseerd. Hij zei erover: "Dit zal in de geschiedenisboekjes blijven, net als de afschaffing van de doodstraf en de legalisering van abortus" en hij speelde in juli 2015 op een Europese top een cruciale rol, waardoor Griekenland in de eurozone kon blijven.

### Impopulair
Hollande was eind 2013 met steun, volgens de opiniepeilingen, van nog maar 20% van de bevolking, de minst populaire president sinds de oprichting van de Vijfde Republiek en zijn populariteit zakte in 2014 nog verder tot 12%. De aanslagen in Parijs in november 2015 en de aanslag in Nice op 14 juli 2016 deden Hollande zijn populariteit ook geen goed, maar na de aanslag op Charlie Hebdo op 7 januari 2015 steeg zijn populariteit ineens flink tot 40%. Dit kwam omdat Hollande volgens velen kalm, menselijk en beheerst op de aanslag reageerde. "Het land is niet omgevallen, maar we waren er niet ver vandaan", zei hij. Toch was een maand later nog maar 30% van de Fransen tevreden over Hollande.
Hij kondigde in december 2016 aan dat hij zich niet herkiesbaar stelde voor een tweede termijn, mede door zijn impopulariteit. Hij had in november 2016 nog maar steun van 4% van de Fransen. Zijn populariteit steeg in de maanden daarna, de laatste maanden van zijn presidentschap, nog wel iets. Hij verliet in 2017 het Élysée met steun van 14% van de bevolking. Dat was het laagste percentage dat een Franse president ooit heeft gehad, voordat hij de macht overdroeg. Emmanuel Macron werd de volgende president van Frankrijk.

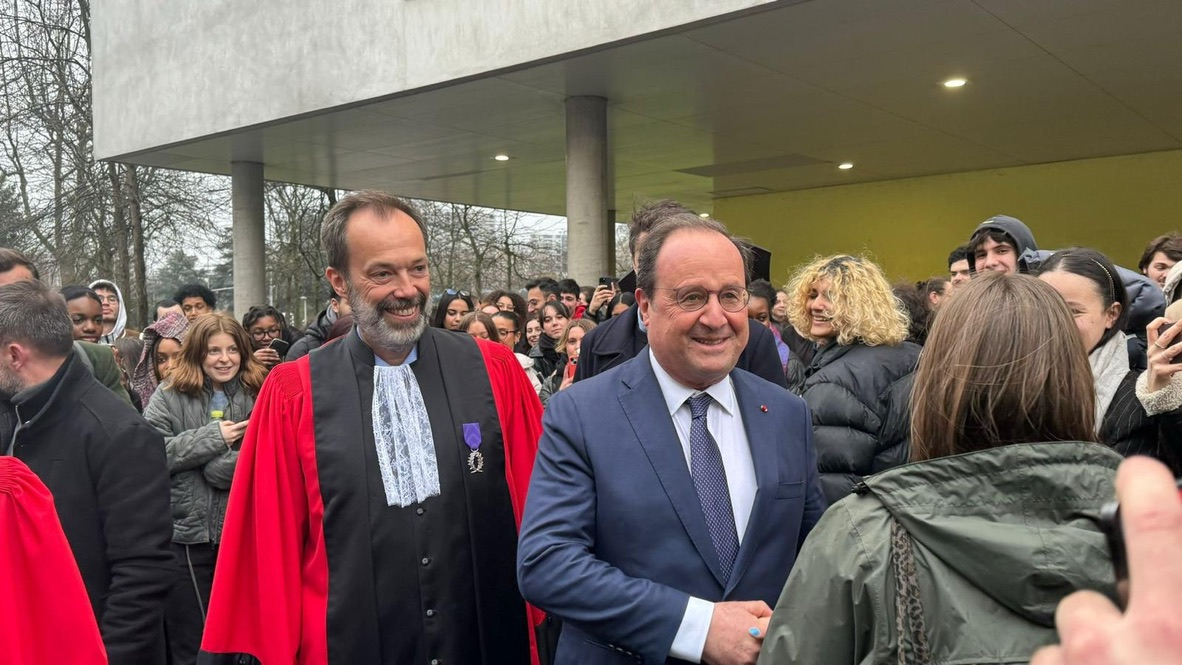
François Hollande op de universiteit van Créteil in maart 2024

Na zijn ambtstermijn bleef hij in de voorhoede van de politieke scène, publiceerde hij een aantal boeken die bestsellers waren in de boekhandels en organiseerde hij succesvolle conferenties op universiteiten.

## Publicaties (selectie)
- Droit d'inventaires (2009), samen met Pierre Favier
- Changer de destin (2012)
- Les Leçons du pouvoir (2018), over de tijd dat hij president was